# Útok lidských vln

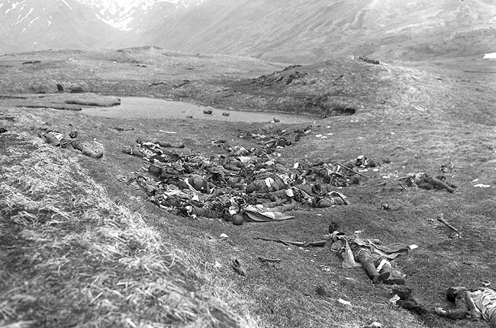
Mrtví japonští vojáci po útoku v bitvě o Attu

Útok lidských vln (anglicky human wave attack) je útočná taktika boje pěchoty, ve které útočník provádí nechráněný frontální útok hustě soustředěnými jednotkami pěchoty proti pozicím protivníka, s cílem dobýt tyto pozice v boji muže proti muži bez dělostřelecké podpory a podpory těžké techniky.
Tato taktika byla používána občanské válce silami Unie během americké občanské války, také v zákopové válce během první světové války, Japonskou císařskou armádou v rusko-japonské válce a ve druhé světové válce, Čínskou lidovou osvobozeneckou armádou v době korejské války, Íránskou armádou v době irácko-íránské války a Ruskou armádou v Rusko-ukrajinské válce.